# Espace dénombrablement compact
En mathématiques, un espace dénombrablement compact est un espace topologique dont tout recouvrement par une famille dénombrable d'ouverts possède un sous-recouvrement fini. La notion de compacité dénombrable entretient des rapports étroits avec celles de quasi-compacité et compacité et celle de compacité séquentielle. Pour un espace métrisable, ces quatre notions sont équivalentes.

## Définitions équivalentes
Dans un espace topologique (non nécessairement séparé), les propriétés suivantes sont équivalentes. Un espace qui les vérifie est dit dénombrablement compact.
1. Tout recouvrement dénombrable de l'espace par des ouverts possède un sous-recouvrement fini ;
2. Tout ensemble dénombrable de fermés d'intersection vide possède un sous-ensemble fini d'intersection vide ;
3. Toute suite décroissante de fermés non-vides a une intersection non-vide ;
4. Toute suite a au moins une valeur d'adhérence ;
5. Toute partie infinie a un  point d'accumulation[3].

## Lien avec d'autres notions de compacité
Un espace est dit :
- quasi-compact si tout recouvrement de l'espace par des ouverts possède un sous-recouvrement fini (compact s'il est quasi-compact et séparé) ;
- de Lindelöf si tout recouvrement de X par des ouverts possède un sous-recouvrement dénombrable.

On a donc trivialement, avec la définition (1) ci-dessus :

Un espace est quasi-compact si et seulement s'il est à la fois de Lindelöf et dénombrablement compact.
Quant à la définition (4) ci-dessus, elle ressemble beaucoup à la caractérisation suivante de la quasi-compacité, à une grosse différence près : on remplace les suites par des suites généralisées : un espace est quasi-compact si et seulement si toute suite généralisée a au moins une valeur d'adhérence.
De même que la compacité, la compacité dénombrable est préservée par sous-espaces fermés et images continues.
- De la préservation par sous-espaces fermés, on déduit une condition suffisante (et évidemment nécessaire si l'espace est séparé)[7],[8] de convergence d'une suite :

Dans un espace dénombrablement compact, si l'ensemble (non vide) des valeurs d'adhérences d'une suite est réduit à un singleton {y}, alors cette suite converge vers y.
- De la préservation par images continues, on déduit une propriété des compacts (qui généralise le théorème des bornes), souvent citée mais ne leur est pas spécifique : tout espace dénombrablement compact X est pseudo-compact (en), c'est-à-dire que toute fonction continue de X dans ℝ est bornée. La réciproque est vraie pour un espace normal. Un espace est compact si et seulement s'il est pseudo-compact et si c'est un espace de Hewitt-Nachbin (en) (ou, ce qui est équivalent : un fermé d'une puissance – éventuellement infinie – de ℝ).
Les espaces dénombrablement compacts vérifient même une propriété strictement plus forte que cette pseudo-compacité[6] :

Si X est dénombrablement compact et si f : X → ℝ est semi-continue supérieurement, alors f est majorée et atteint sa borne supérieure.
Contrairement à la quasi-compacité (cf. Théorème de Tykhonov), la compacité dénombrable n'est pas préservée par produits, même finis (la propriété d'être de Lindelöf non plus). Également, une partie dénombrablement compacte ou de Lindelöf d'un espace séparé n'est pas toujours fermée, alors qu'une partie compacte l'est.

## Lien avec la compacité séquentielle
Un espace X est dit séquentiellement compact si toute suite dans X possède une sous-suite convergente.
Il est donc clair, avec la quatrième des cinq définitions équivalentes ci-dessus, que

Tout espace séquentiellement compact est dénombrablement compact et la réciproque est vraie pour les espaces à bases dénombrables de voisinages.
La réciproque est aussi vraie sous une autre hypothèse :

Pour tout espace séparé,, (ou même seulement T1,) et séquentiel, la compacité séquentielle équivaut à la compacité dénombrable.

## Cas métrisable
Les équivalences suivantes fournissent entre autres une preuve alternative naturelle du théorème de Bolzano-Weierstrass :

## Espaces angéliques
Une partie A d'un espace topologique X est dite relativement dénombrablement compacte si toute suite dans A possède une valeur d'adhérence dans X. (Dans un espace normal, l'adhérence d'une telle partie est dénombrablement compacte, mais dans un espace de Tychonoff pas toujours, comme le montre l'exemple du sous-espace [0, ω1[×[0, ω] de la planche de Tychonoff [0, ω1]×[0, ω].)
Un espace séparé est dit angélique si, pour toute partie A relativement dénombrablement compacte, l'adhérence de A est compacte et réduite à la fermeture séquentielle de A.
Les espaces métrisables sont donc un premier exemple d'espaces angéliques. Les propriétés suivantes, permettent de montrer que les espaces vectoriels normés, munis de la topologie faible, en sont un autre (voir Théorème d'Eberlein-Šmulian) :
- dans tout espace angélique, les parties dénombrablement compactes, séquentiellement compactes et compactes sont les mêmes, et de même pour les trois notions relatives ;
- tout sous-espace d'un angélique est angélique ;
- sur un espace angélique, toute topologie régulière plus fine est encore angélique ;
- l'espace des fonctions continues d'un espace compact dans un espace métrisable, muni de la topologie de la convergence simple, est angélique.

En particulier, les compacts d'Eberlein (en), c'est-à-dire les parties faiblement compactes d'un espace de Banach, sont angéliques. Plus généralement, tout compact de Corson est angélique.
La notion de g-espace permet par ailleurs de formuler deux caractérisations des espaces angéliques :
- Un espace séparé est un g-espace si toutes ses parties relativement dénombrablement compactes sont relativement compactes.
- Un espace séparé est angélique si et seulement si c'est un g-espace dont tous les compacts sont de Fréchet-Urysohn.
- Les espaces angéliques sont exactement les g-espaces « héréditaires » (c'est-à-dire dont tout sous-espace est encore un g-espace).

## Contre-exemples dans le cas général
En général, on a seulement « quasi-compact ⇒ dénombrablement compact » et « séquentiellement compact ⇒ dénombrablement compact ».
Les deux espaces séparés suivants fournissent des contre-exemples aux quatre autres implications entre ces trois notions :
- l'ordinal ω1 muni de la topologie de l'ordre est séquentiellement compact mais non compact ;
- inversement, le produit d'une infinité non dénombrable de copies du segment [0, 1] est compact mais non séquentiellement compact.

## Espace faiblement dénombrablement compact
Il existe une variante de la troisième des définitions de la compacité dénombrable, plus faible en général mais équivalente dès que X est T1 : X est faiblement dénombrablement compact (ou « compact par points limites », ou « Fréchet-compact ») si toute partie infinie Y de X admet un point limite, c'est-à-dire un point x de X dont tout voisinage rencontre Y\{x}.